# Laurence Booth

Wappen des Erzbischofs Laurence Booth

Laurence Booth (* 1420 in Barton, Lancashire; † 19. Mai 1480 in Southwell, Nottinghamshire) war Fürstbischof von Durham, Erzbischof von York und Lordkanzler von England.
Er war auch Dekan St Paul’s Cathedral in London und 1456 bis 1458 Kanzler der University of Cambridge.